# Rönök
Rönök (em alemão: Radling; esloveno: Renik; croata: Rönik) é um município da Hungria, situado no condado de Vas. Tem 17,22 km² de área e sua população em 2015 foi estimada em 409 habitantes.